# Abraham Giżycki
Abraham Giżycki herbu Nałęcz (zm. przed 7 stycznia 1583 roku) – sędzia ziemski wieluński w latach 1563–1582, podstarości ostrzeszowski w latach 1545–1546, surogator ostrzeszowski w latach 1547–1563, burgrabia ostrzeszowski w latach 1542–1544.
Poseł ziemi wieluńskiej na sejm 1556/1557 roku, sejm piotrkowski 1562/1563 roku, sejm warszawski 1563/1564 roku, 1576/1577 roku, sejm koronacyjny 1574 roku, poseł województwa sieradzkiego i ziemi wieluńskiej na sejm 1566 roku. 